# Aloe lettyae
Aloe lettyae é uma espécie de liliopsida do gênero Aloe, pertencente à família Asphodelaceae.